# Dossier départemental des risques majeurs
Le dossier départemental des risques majeurs (DDRM) est, en France, un document d'information préventive établi par le préfet d'un département destiné à informer la population sur les risques naturels et technologiques majeurs existant dans le département, ainsi que sur les mesures de prévention et de sauvegarde prévues pour limiter leurs effets.
Le dossier départemental des risques majeurs est un document d'information préventive, synthétique et libre d'accès qui recense la liste des communes concernées par les risques naturels et technologiques majeurs du département. Ce document est librement consultable en mairie ou sur le site internet des services de l’État du département. 
L'objectif de ce document est de permettre aux communes à risques d'élaborer leur Document d'information communal sur les risques majeurs (DICRIM) et leur plan communal de sauvegarde (PCS). Il permet également de développer la culture du risque des citoyens en lui donnant conscience des risques majeurs auxquels il peut être exposé (inondations, séisme, mouvement de terrain, feux de forêt, accident industriel, nucléaire, accident lié au transport de matières dangereuses, etc.). Mieux informé sur les phénomènes à l'origine des catastrophes naturelles ou technologiques et leurs conséquences, le citoyen adoptera un comportement approprié aux situations à risques.

## Risques recensés

### Risques naturels
Huit risques naturels principaux sont prévisibles en France : les inondations, les séismes, les éruptions volcaniques, les mouvements de terrain, les avalanches, les feux de forêt, les cyclones tropicaux et les tempêtes.

### Risques technologiques
Quatre risques technologiques, liés à l'activité humaine, sont recensés : le risque nucléaire, le risque industriel, le risque de transport de matières dangereuses et le risque de rupture de barrage.

## Contenu
Il contient l'ensemble des données utiles à l'information des citoyens au titre du droit de l'information. 

## Modalités d'élaboration
Le Dossier Départemental des Risques Majeurs (DDRM) est élaboré pour une durée de 5 ans et la liste des communes concernées par un ou des risques majeurs est mise à jour tous les ans.